# Mediterranean Journal of Mathematics
Mediterranean Journal of Mathematics ist eine seit 2004 in englischer Sprache erscheinende mathematische Fachzeitschrift, die vom Mathematik-Department der Universität Bari herausgegeben wird. Sie ist der Nachfolger der von 1954 bis 2003 erschienenen Zeitschrift Conferenze del Seminario di Matematica dell’Università di Bari.
Sie veröffentlicht Arbeiten aus allen Gebieten der Mathematik mit nicht mehr als 20 Seiten. Sie will insbesondere die Zusammenarbeit von Universitäten der Mittelmeerländer fördern.